# ایندول-۳-کاربینول
ایندول-۳-کاربینول (به انگلیسی: Indole-3-carbinol) یا I3C است.
فرمول شیمیایی آن C۹H۹NO یک ترکیب شیمیایی با شناسه پاب‌کم ۳۷۱۲ است. که جرم مولی آن 147.18 g/mol می‌باشد. شکل ظاهری این ترکیب، جامد سفید است.

## تغذیه و مکمل
ایندول-۳-کاربینول در انواع سبزیجات چلیپائی (مانند کلم) وجود دارد و از هضم آن دی‌ایندولیل‌متان پدید می‌آید.
خواص مفید منسوب به این نوع سبزیجات، تا حدی بخاطر تولید دی‌ایندولیل‌متان است. این ماده در دنیا به صورت مکمل های غذایی قابل تهیه است.

ایندول-۳-کاربینول در اثر تجزیه گلوکوزینولات گلوکوبراسیسین تولید می شود

که می توان آن را در سطح نسبتاً بالایی در سبزیجات چلیپایی مانند کلم بروکلی ، کلم ، گل کلم ، جوانه بروکسل ، سبزیجات و کلم پیچ ، یافت . همچنین در مکمل های غذایی موجود است.

ایندول-۳- کاربینول موضوع تحقیقات پزشکی پزشکی در مورد خواص احتمالی ضدسرطان

، اثرات آنتی اکسیدانی و ضد آتروژنیک

است.
تحقیقات در مورد ایندول-3-کاربینول در درجه اول با استفاده از حیوانات آزمایشگاهی و سلولهای کشت شده انجام شده است.

مطالعات انسانی محدود و یا بی نتیجه بوده‌اند.
یک بررسی اخیر از ادبیات تحقیقات زیست پزشکی نشان داد که "شواهدی از ارتباط معکوس بین مصرف سبزیجات چلیپایی و سرطان پستان یا پروستات در انسان محدود و نتایج ناسازگار بوده اند" و " آزمایش های کنترل شده تصادفی بزرگتر مورد نیاز است" برای تعیین اینکه آیا مکمل‌های ایندول-۳-کاربینول  دارای فواید سلامتی هستند یا خیر.

### ایندول-3-کاربینول و سرطان
بررسی مکانیسم هایی که مصرف ایندول-3-کاربینول ممکن است بر بروز سرطان تأثیر بگذارد ، بر توانایی آن در تغییر متابولیسم استروژن و سایر اثرات سلولی متمرکز است. مطالعات کنترل شده ای بر روی حیواناتی مانند موش ، موش و قزل آلای رنگین کمان انجام شده است ، و مقادیر مختلف کنترل شده سرطان زا و میزان ایندول-3-کاربینول را در رژیم روزانه آنها وارد می کند. نتایج کاهش وابسته به دوز در حساسیت تومور ناشی از ایندول-3-کاربینول را نشان داد (با کاهش اتصال آفلاتوکسین - DNA استنباط می شود ). اولین شواهد مستقیم از فعالیت ضد شروع خالص توسط یک فرد طبیعیداروی ضد سرطان (ایندول-3-کاربینول) موجود در رژیم غذایی انسان توسط داشوود و دیگران در سال 1989 ادعا شد. [7]
ایندول-3-کاربینول باعث توقف رشد G1 سلولهای سرطانی باروری انسان می شود. [8] این به صورت بالقوه برای پیشگیری و درمان سرطان های مربوطه، به عنوان فاز G1 از رشد سلول در چرخه زندگی سلول اولیه رخ می دهد، و، برای بسیاری از سلول ها، دوره اصلی است چرخه سلولی در طول عمر آن است. فاز G1 با سنتز آنزیم های مختلفی که در مرحله بعدی ( "S" ) مورد نیاز است ، مشخص می شود ، از جمله آنهایی که برای تکثیر DNA مورد نیاز است.
استفاده بیش از حد از مکمل های ایندول-۳-کاربینول به امید پیشگیری از سرطان ممکن است غیرعاقلانه باشد ، زیرا تعادل هورمون باید قبل از مصرف منظم  (از طریق آزمایش خون ساده) آزمایش شود. چنین احتیاطی به این دلیل توصیه می‌شود که بر سطح استروژن تاثیر دارد، و استروژن تأثیر قابل توجهی بر عملکرد مغز دارد. [9] [10]
در ماهی قزل‌آلا هنگامی که با افلاتوکسین B1 ترکیب شود، متاستاز را کاهش می‌دهد ولی سرطان کبد را در قزل آلا پروموت میکند (یه معنای افزایش رشد تومور، اما نه موجب ایجاد تومور). [5]

### تأثیر درپاپیلوماتوز تنفسی مکرر
ویروس پاپیلومای انسانی (HPV)
برای سایر خواص درمانی احتمالی، به دی‌ایندولیل‌متان (DIM) مراجعه شود.